# Обмінювач думками
«Обмінювач думками» (англ. Mind Changer) — науково-фантастичний роман північноірландського письменника Джеймса Вайта, опублікований 1998 року. Одна з книг «Головний сектор».
Publishers Weekly описав «Обмінювач думками» як «найкращу гру Вайта, сповнену дотепності, оригінальності, медичної експертизи та абсолютної порядності» і прокоментував, що серія не має ознак старіння, а Booklist описали книгу як «приємне, дотепне резюме» кар'єри головного психолога О'Мари. Тодд Річмонд написав, що серія «Загальний сектор» скоротилася після «Зоряного цілителя» (1985), досягнувши низької точки з «Галактичним гурманом» (1996), і що пізніші книги мали тенденцію розширювати зміст оповідань до довжини роману. Однак він вважав, що «Обмінювач думками» (1998) є дещо кращим.

## Сюжет
Директор Головного сектору О'Мара збирається піти на пенсію. Його спогади про життя в лікарні відображаються у вигляді спогадів, а в «теперішньому» часі роману він зайнятий пошуком власної заміни.